# 香港浸會大學應用倫理學研究中心
香港浸會大學應用倫理學研究中心成立於1992年，是中國及亞洲同類型研究中心的先驅。中心希望藉著對應用倫理學的研究，深化對當代社會所關注的道德問題的認識、提高大眾對道德價值的重視、以及強化香港浸會大學全人教育的理想。為了配合中心成立的宗旨，中心歷年來均致力舉辦不同的學術活動、出版研究成果及與海內外機構建立合作網絡。

## 中心成員
主任: 羅秉祥教授

副主任: 張穎博士

研究員：陳成斌博士、赫令喆博士、Dr. Mary Jean Walker、范瑞平教授、Prof. Sumner Twiss

## 學術活動
中心定期舉辦應用倫理學講座系列，邀請本地及海外學者作演講，講題遍及生命倫理、商業倫理、環保倫理、家庭倫理等不同的應用倫理學範疇，受邀的世界知名學者包括哈貝馬斯教授及孔漢思教授等。自2007年起，為促進中國傳統思想與當代中國生命倫理學的研究，中心每年夏季均舉辦「建構中國生命倫理學研討會」及「中美生命倫理學暑期研討班」。

- 第十一屆「建構中國生命倫理學研討會」 (2017)
- 「道德界限的事例：我們應該吃肉嗎？」公開講座  （页面存档备份，存于） (2016)
- 第十屆「建構中國生命倫理學研討會」 （页面存档备份，存于） (2016)
- Public Lecture on Designer Babies: Choosing Our Children's Genes （页面存档备份，存于） (2015)
- 「公共空間、公共意識與公德教育」公開講座 （页面存档备份，存于） (2015)
- 第九屆「建構中國生命倫理學研討會」 (2015)
- 第八屆「建構中國生命倫理學研討會」 (2014)
- 第七屆「建構中國生命倫理學研討會」 (2013)
- 第六屆「建構中國生命倫理學研討會」 （页面存档备份，存于） (2012)
- 第五屆「建構中國生命倫理學研討會」 （页面存档备份，存于） (2011)
- "Good Lawyer, Bad Lawyer: Professional Ethics in China" 公開講座 （页面存档备份，存于） (2011)
- 「龍與鴿子：民族-國權主義與基督宗教在當代中國」公開講座 （页面存档备份，存于） (2011)
- 「古典經濟學家的道德理論：以亞當‧斯密為例」公開講座 （页面存档备份，存于） (2010)
- "Hospital Clinical Ethics Committee: What Went Right and What Went Wrong?" 公開講座 (2010)
- "Health Care and the Common Good" 公開講座 (2010)
- 第三屆「中美生命倫理學暑期研討班」 （页面存档备份，存于） (2010)
- 第四屆「建構中國生命倫理學研討會」 （页面存档备份，存于） (2010)
- 「克隆與幹細胞：生命倫理學的分析」公開講座 （页面存档备份，存于） (2010)
- 第二屆「中美生命倫理學暑期研討班」 （页面存档备份，存于） (2009)
- 第三屆「建構中國生命倫理學研討會」 （页面存档备份，存于） (2009)
- "Why is Ethics relevant to Public Health" 公開講座 (2009)
- "Allocation of Medical Resources: What it means for Hong Kong" 公開講座(2009)

## 研究成果
為豐富學界於應用倫理學研究的資源，中心除每年出版通訊外，自1998年起開始出版"《中外醫學哲學》" （页面存档备份，存于）期刊，目的是希望給醫學哲學及生命倫理學架起一座中西溝通的橋樑。中心近期出版的學術著作包括：
書籍
- 《建構中國生命倫理學：新的探索》(2017)
- 《先秦諸子與戰爭倫理》(2016)
- Chinese Just War Ethics: Original, development, and dissent (2015) （页面存档备份，存于）
- The Common Good: Chinese and American Perspectives (2013) （页面存档备份，存于）
- 《生命倫理學的中國哲學思考》(2013) （页面存档备份，存于）
- Ritual and the Moral Life: Reclaiming the Tradition (2012) （页面存档备份，存于）

期刊
- 中外醫學哲學[]

## 合作網絡
中心積極與海內外的相關機構合作，以建立應用倫理學研究的合作網絡。近年中心與其他機構合辦的學術會議有：
- Conference on Military Ethics: China in Dialogue with the West (2016年與美國佛羅里達州立大學合辦]
- 「儒學與美德倫理」國際會議 （页面存档备份，存于） (2010與北京大學合辦)
- 「為著廿一世紀的共善：超越個人主義與集體主義」國際學術會議 （页面存档备份，存于） (2009及2011年與美國聖母大學合辦)
- 「構建中國生命倫理學與深化衞生改革」國際學術會議 （页面存档备份，存于） (2009年與西安交通大學合辦)
- 「家庭友善政策初探」研討會(2009年與生命及倫理研究中心合辦)
- 「人權的應用倫理學視角」學術會議 (2008年與中國社會科學院合辦)
- 「東亞及西方境遇下的基因倫理」國際學術會議 (2007年與英國牛津大學合辦)
- 「當代語境下的儒耶對談：思想與實踐」學術會議(2007年與山東大學合辦)

## 外部連結
- 應用倫理學研究中心 （页面存档备份，存于）